# The Tears
The Tears är en brittisk musikgrupp, bildad 2004 av de forna Suede-medlemmarna Brett Anderson och Bernard Butler.

## Historia
Under 1994 när Suede var det största nya bandet i Storbritannien, beslutade sig Bernard Butler för att lämna gruppen, på grund av musikalisk press och för höga krav från sångaren Brett Anderson. Anderson sa i en intervju med The Times att när Butler lämnade bandet så hatade de varandra så mycket som två personer kan hata varandra. När gruppen The Tears bildades hade inte Butler och Anderson pratat med varandra på nio år, men Anderson har sagt att det aldrig varit svårt att få tillbaka kontakten med Butler. 
Bandet tog sitt namn från en rad ur Philip Larkins dikt, Femmes Damnées, som slutar med raden: "The only sound heard is the sound of tears".
Bandet spelade sin första konsert den 14 december 2004 på Oxford Zodiac.
Gruppen släppte sin första singel Refugees den 25 april 2005 och debutalbumet Here Come The Tears släpptes 6 juni samma år. I april 2006 meddelade Anderson att bandet tagit en paus. Han meddelade även att hans första soloalbum var färdigt, och skulle släppas tidigt under 2007. 2007 meddelade Anderson i en intervju att bandet höll på att skriva deras andra album, men gått skilda vägar då ingen av medlemmarna tyckt att det varit roligt. Chanserna för att albumet skulle komma i framtiden var enligt Anderson goda. Då Butler meddelat att han slutat spela live under 2008 för att ägna sig åt att producera, ändrades framtiden markant för bandets planer.

## Medlemmar
- Brett Anderson – sång
- Bernard Butler – sologitarr, rytmgitarr, sång
- Nathan Fisher – basgitarr
- Makoto Sakamoto – trummor, percussion (död 2018)
- Will Foster – keyboard, piano

## Diskografi
Album
- Here Come the Tears (6 juni 2005)

Singlar
- "Refugees" (25 april 2005)
- "Lovers"  (27 juni 2005)